# Вард (Сибињ)
Вард (рум. Vărd) насеље је у Румунији у округу Сибињ у општини Кирпар. Oпштина се налази на надморској висини од 441 m.

## Историја
Према државном шематизму православног клира Угарске 1846. године у месту "Верд" живело је 93 породице, са придодатих још 62 из филијале Сас Везожд. Православни парох је био поп Абсолон Поповић са капеланом поп Јованом Варгом.

## Становништво
Према подацима из 2002. године у насељу је живело 348 становника.

### Попис2002.
| Расподела становништва по националности 2002.‍ | Расподела становништва по националности 2002.‍ | Расподела становништва по националности 2002.‍ | Расподела становништва по националности 2002.‍ | Расподела становништва по националности 2002.‍ |
| --------------------------------------------- | --------------------------------------------- | --------------------------------------------- | --------------------------------------------- | --------------------------------------------- |
|                                               |                                               |                                               |                                               |                                               |
| Румуни                                        | Румуни                                        |                                               | 275                                           | 79,5%                                         |
| Мађари                                        | Мађари                                        |                                               | 11                                            | 3,2%                                          |
| Роми                                          | Роми                                          |                                               | 60                                            | 17,3%                                         |